# Nordsjö, Huddunge
Nordsjö är en by i Huddunge socken, Heby kommun.
Byn omtalas första gången 1492 ('in Nordensio'). Namnet betecknar byns läge, norr om den numera utdikade Hallsjön. Byn omfattade 1541-69 ett mantal skatte, med utjord i Hertigbo. Från 1630-talet fanns här två, från slutet av 1600-talet tre gårdar. 